# Rivière du Chef
Der Rivière du Chef ist ein linker Nebenfluss des Rivière Ashuapmushuan in der kanadischen Provinz Québec.

## Flusslauf
Der Rivière du Chef fließt in der Verwaltungsregion Saguenay–Lac-Saint-Jean. Er hat seinen Ursprung im Lac File Axe – etwa 15 km südöstlich des Lac Mistassini. Er durchfließt anfangs die Seen Lac Carbonneau und Lac Laganière. Er setzt seinen Kurs in südlicher Richtung fort. Wichtige Nebenflüsse des Rivière du Chef sind Rivière de la Petite Meule, Rivière Nestaocano und Rivière Azianne von links sowie Rivière Hillarion von rechts. Schließlich trifft er nach ungefähr 150 km auf den nach Osten fließenden Rivière Ashuapmushuan.

## Kanu-Route
Eine mehr als 350 km lange Kanuroute führt vom Lac Waconichi südlich des Lac Mistassini den gesamten Flusslauf des Rivière du Chef und weiter auf dem Rivière Ashuapmushuan flussabwärts bis nach Saint-Félicien.